# Косогорка (Хмельницкая область)
Косогорка (укр. Косогірка) — село в Хмельницком районе Хмельницкой области Украины.
Население по переписи 2001 года составляло 542 человека. Почтовый индекс — 32155. Телефонный код — 3853. Занимает площадь 1,82 км². Код КОАТУУ — 6825883401.

## История
В 1946 г. указом ПВС УССР село Фрамполь переименовано в Косогорку.

## Местная власть
32100, Хмельницкая обл., Хмельницкий р-н, пгт Ярмолинцы

## Известные уроженцы, жители
Константин Степанович Венгер (31.05.1921 — 19.05.1988) — механик-водитель танка Т-34 127-го танкового полка, старший сержант, участник Великой Отечественной войны, кавалер ордена Славы трёх степеней

## Галерея

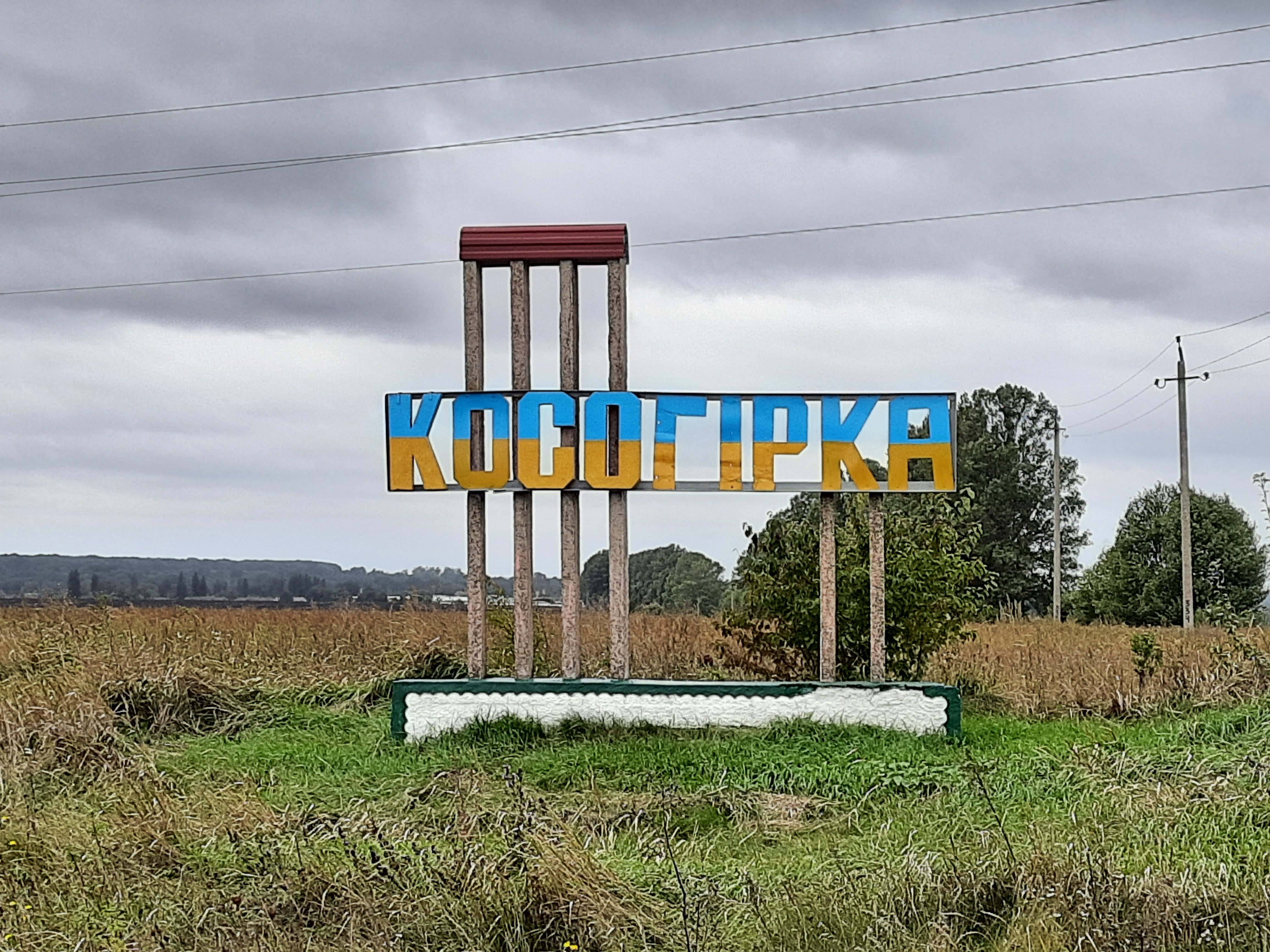
Стела на въезде в село
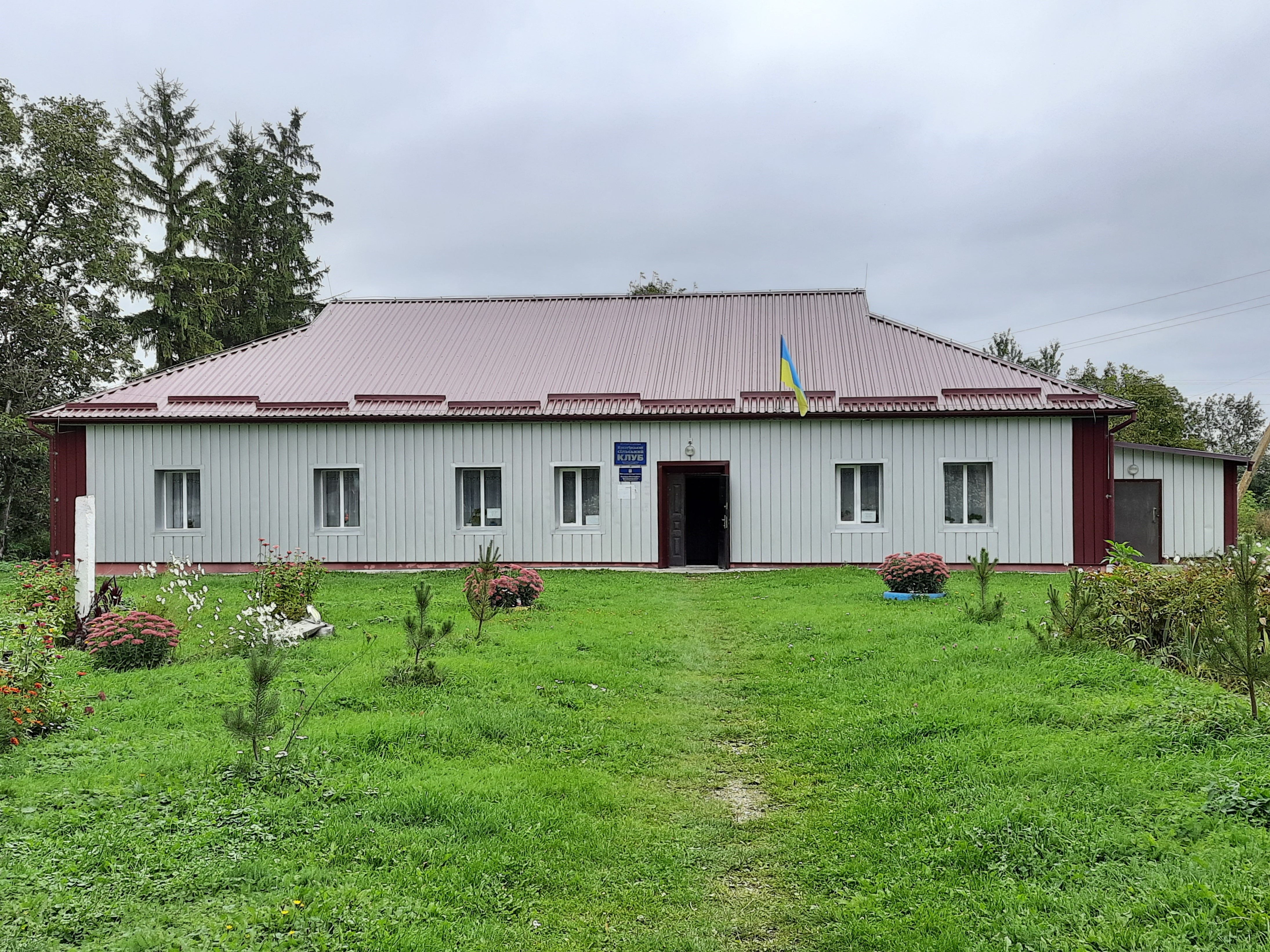
Клуб
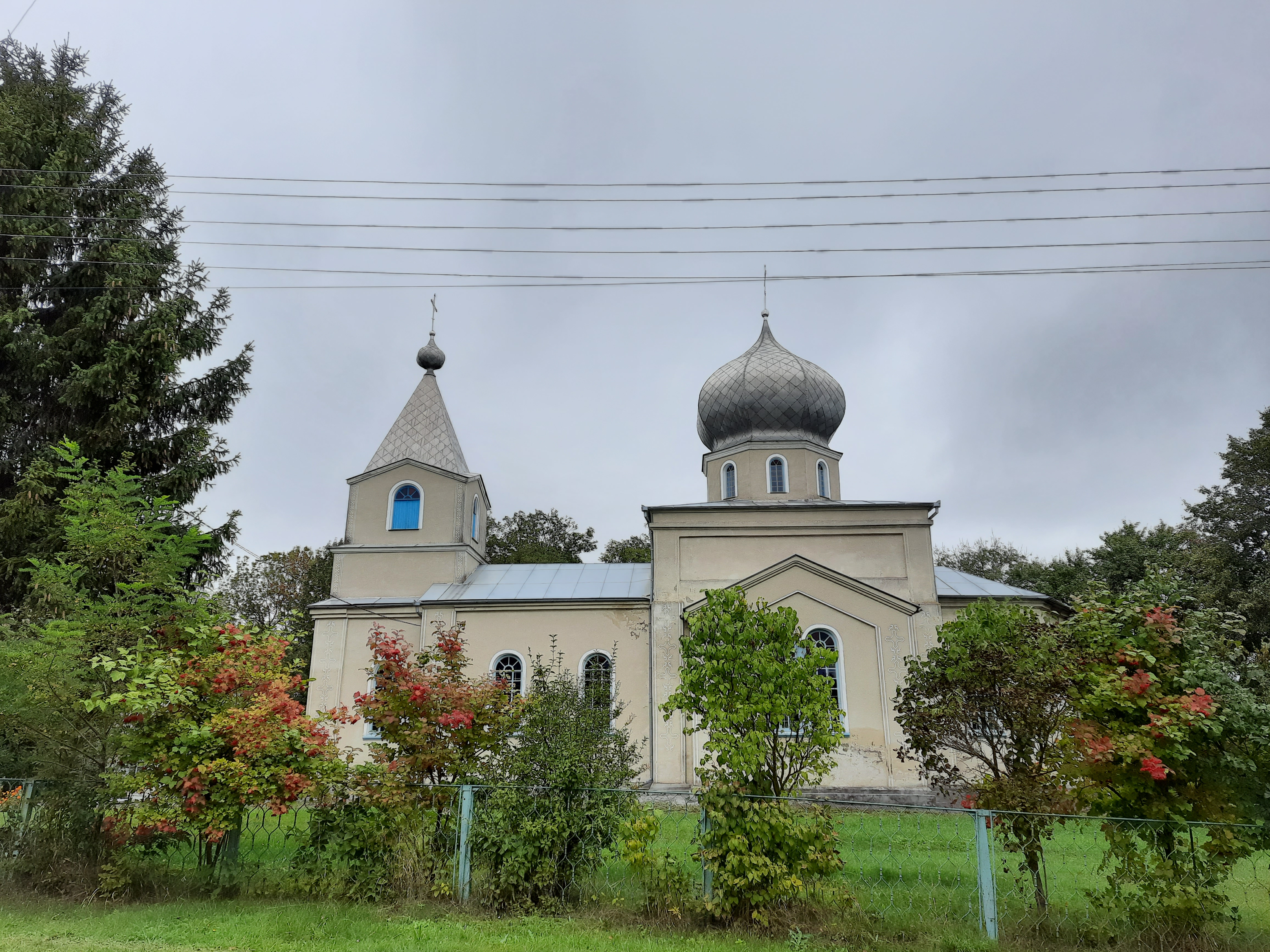
Церковь Иоанна Богослова
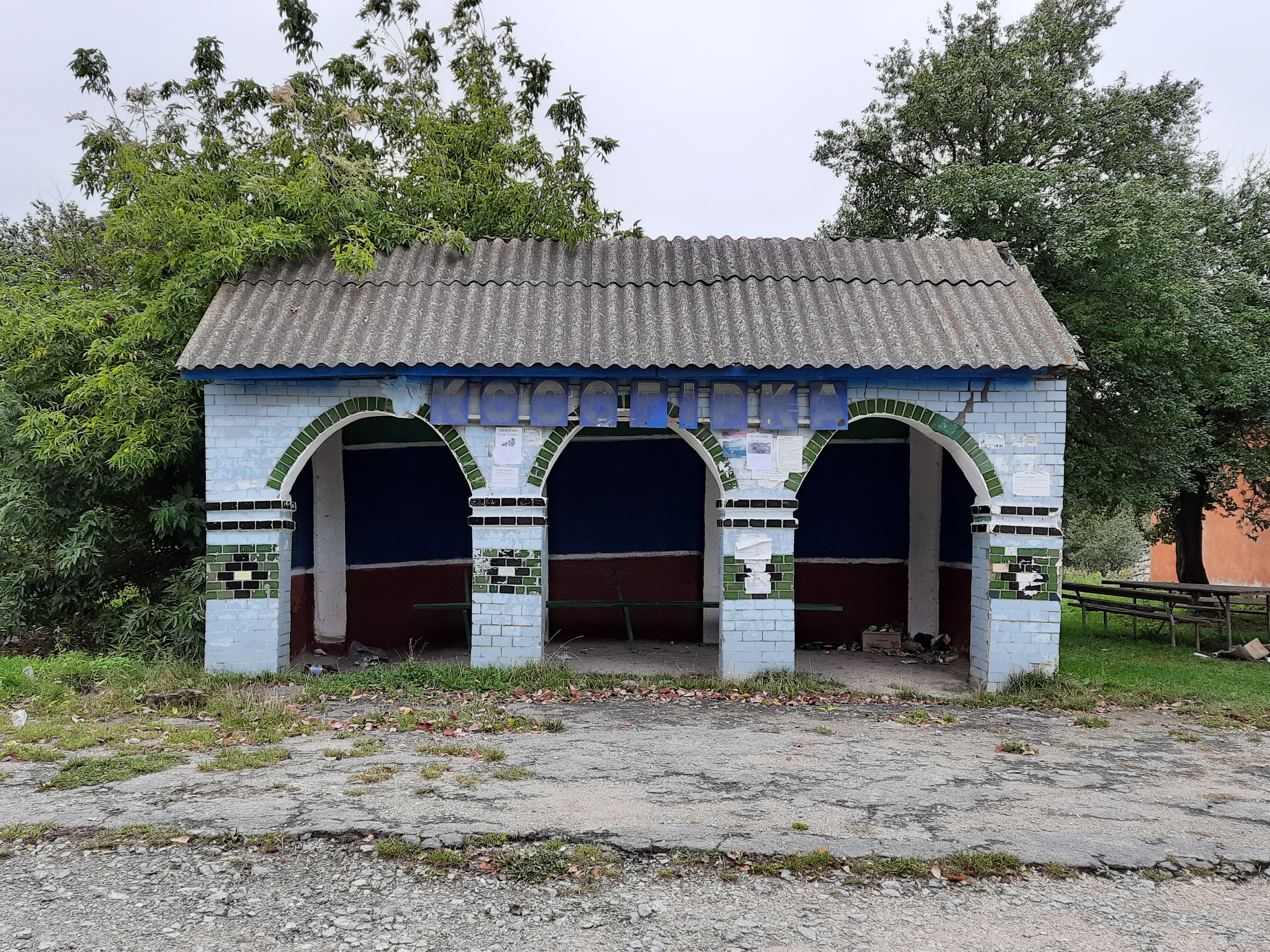
Автобусная остановка